# Nintendogs
『nintendogs』（ニンテンドッグス）は、2005年（平成17年）に任天堂より発売されたニンテンドーDS用のソフトウェアである。続編として『nintendogs + cats』がニンテンドー3DSのローンチタイトルとして2011年2月26日に発売された。

## 概要
本作は『Touch! Generationsシリーズ』の1つである。イヌのふれあい、イヌの世話などができるゲーム。ソフトは全6種類あり（日本では3種類）、内容は同じだが、各ソフト毎にゲーム開始から飼うことのできる犬種が異なっているほか（飼い主ポイントを上げると他ソフトのイヌもすべて飼えるようになる）、ゲーム中に登場するアイテムなどが異なっている。
また、DSの特性を生かした「すれちがい通信」により、他のユーザーのイヌと触れ合ったり、プレゼント交換をすることができる。
平成17年度文化庁メディア芸術祭エンターテインメント部門優秀賞受賞。
特に欧州市場では記録的なヒットとなり、ニンテンドーDSのキラーコンテンツの一つとなっている。それ以外の国・地域でも安定した売上を挙げたことから、全6種類の売上を合計した場合の売上は、世界市場全体のニンテンドーDS用ソフト中で最高の販売本数を誇る。
E3 2010にて、次世代機ニンテンドー3DS用ソフトとして続編『nintendogs + cats』（ニンテンドッグス プラス キャッツ）が製作されていることが発表された。

## 種類
- nintendogs 柴&フレンズ（日本版のみ）
- nintendogs ダックス&フレンズ
- nintendogs チワワ&フレンズ
- nintendogs ベストフレンズ（北米版のみ）
- nintendogs ダルメシアン&フレンズ（EU版、北米版のみ）
- nintendogs ラブラドール&フレンズ（EU版、北米版のみ）

## 登場する犬種
各パッケージごとの最初から飼える犬種は以下の通り。すれ違い通信を行う、または飼い主ポイントが上がることによって、他の犬種も飼えるようになる。
- 柴&フレンズ
  - 柴犬、シェットランド・シープドッグ、トイ・プードル、ウェルシュ・コーギー・ペンブローク、ミニチュア・ピンシャー
- ダックス&フレンズ
  - ミニチュア・ダックスフンド、ジャーマン・シェパード・ドッグ、ヨークシャー・テリア、ミニチュア・シュナウザー、パグ
- チワワ&フレンズ
  - チワワ、ビーグル、シーズー、キャバリア、ラブラドール・レトリバー
- 隠し犬種（ジャック・ラッセルの本を入手すると飼えるようになる）
  - ジャック・ラッセル・テリア
- 日本国外版のみに登場する犬種
  - ゴールデン・レトリバー、シベリアン・ハスキー、ボクサー、ダルメシアン（隠し犬種）
  - ※『ダルメシアン&フレンズ』では柴犬が隠し犬種（和柄カラーを手に入れると飼えるようになる）

## すれちがい通信
この作品ではニンテンドーDSのワイヤレス通信機能を使った「すれちがい通信」を行うことが出来る。
この機能を選択して通信待機状態（ニンテンドーDSを閉じて省電力状態にしてもよい）にしておくと、通信待機状態にしてあるニンテンドーDSが近くにあれば、それと情報を交換することで、他人の犬が自分のニンテンドーDSに遊びに来るというもの。犬にアイテムをくわえさせておくとアイテムの交換も出来るほか、白レコードというアイテムに短時間のメッセージを吹き込んで渡すことも可能。
また、この機能で遊びに来た犬が飼える犬種に追加されるようになっている。
これまでの通信対戦ソフトと違ってごく短時間で通信でき、「朝に通信待機状態にしてバッグの中に入れておき、夕方帰宅した後に通信が出来ていたか一喜一憂する」「未知の他人の犬を見られる」という携帯機で省電力待機状態と通信を両立したニンテンドーDSの特性をうまく使った通信方法となっている。
以前はニンテンドーDS間での直接通信だけでなく、ゲームソフト販売店や都心の駅などに設置されていた「すれちがい通信中継所」でも可能であったが、2018年3月28日に稼働停止になっている。
なお、すれちがい通信では犬は「遊びに行く」だけで、ゲームから完全にいなくなるわけではない。

## 他作品への登場
- 大乱闘スマッシュブラザーズシリーズ
  - アイテム「アシストフィギュア」を使うと登場する。だが、画面上に犬が出てくるという効果だけであり、画面のほとんどが見えなくなってしまうため、どちらかといえば使ったプレイヤーにも不利な効果である。
  - 登場する犬種は「X」がラブラドール・レトリーバー、「for」がフレンチ・ブルドッグ、「SPECIAL」がトイ・プードルである。
  - また、「X」の収集要素「シール」にチワワ、ミニチュアダックスフンド、柴、ウェルシュ・コーギー・Pの公式画像がある。
- スーパーマリオ オデッセイ
  - ゲストキャラクターとして、柴が出演している。見つけると地面に隠れたアイテムを掘り当ててくれることがある。